# 헴단백질

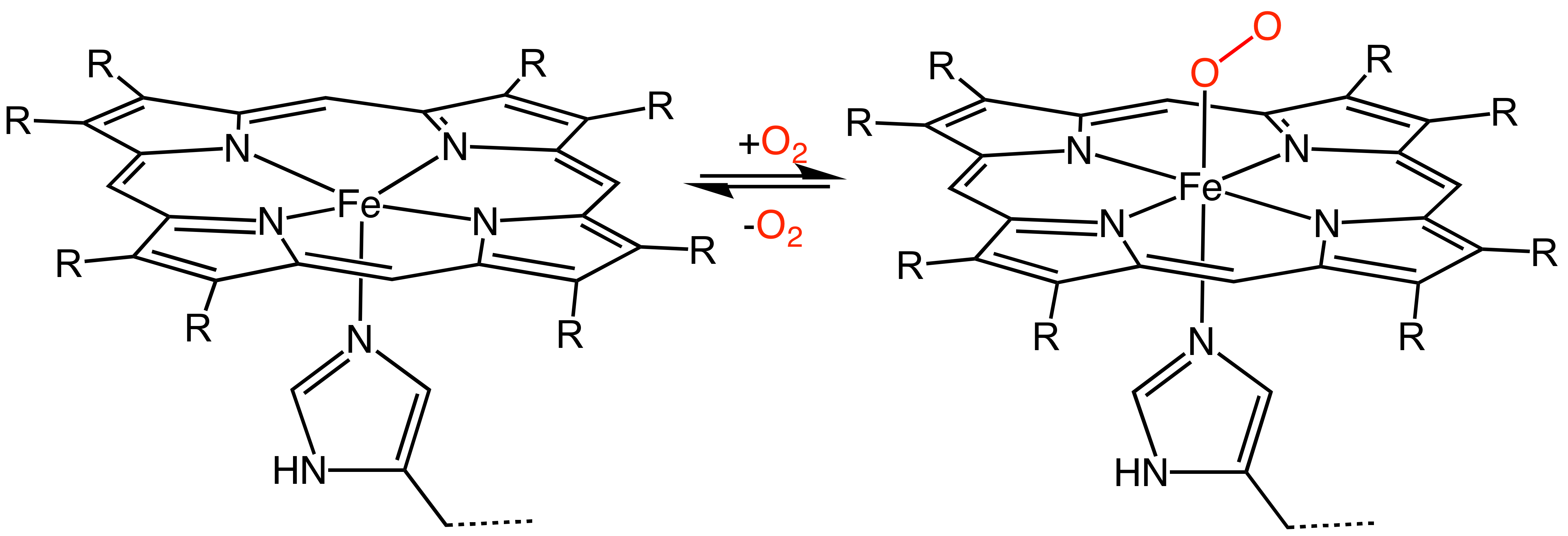
헴단백질의 일부인 헴 보결분자단과 산소의 결합

헴단백질(영어: hemeprotein)은 헴 보결분자단을 포함하고 있는 단백질이다. 헴단백질은 매우 큰 부류의 금속단백질이다. 헴기는 산소 운반, 산소 환원, 전자전달 및 다른 과정들을 수행할 수 있는 기능을 부여한다. 헴은 단백질에 공유결합 또는 비공유결합 또는 둘 다에 의해 결합된다.
헴은 포르피린의 짝염기의 중심에 결합된 철 이온과 철의 축 부위에 부착된 다른 리간드로 구성된다. 포르피린 고리는 평면의 2이온성, 4자리 리간드이다. 철 이온은 일반적으로 Fe2+ 또는 Fe3+이다. 하나 또는 두 개의 리간드가 축 부위에 부착된다. 포르피린 고리는 철에 결합하는 4개의 질소 원자를 가지고 있으며, 단백질의 히스티딘과 2가 원자에 결합할 수 있는 철의 두 개의 다른 배위 위치를 남긴다.
헴단백질은 아마도 헴의 프로토포르피린 IX 고리 내에 포함된 철 원자를 단백질에 통합하도록 진화해 왔을 것이다. 2가 철을 결합할 수 있는 분자에 헴단백질이 반응하도록 만들기 때문에 이 전략은 중요한 생리학적 기능을 수행하므로 진화 전반에 걸쳐 유지되어 왔다. 혈청 철분 풀은 철분을 가용성 형태로 유지하며 세포가 보다 쉽게 접근할 수 있도록 한다. 산소(O2), 산화 질소(NO), 일산화 탄소(CO) 및 황화 수소(H2S)는 헴단백질의 철 원자에 결합한다. 보결분자단으로 헴기가 결합되면 이러한 분자는 해당 헴단백질의 활성/기능을 조절하여 신호전달을 제공할 수 있다. 따라서 생물학적 시스템(세포)에서 생산될 때 이러한 기체 분자를 기체전달물질(gasotransmitter)이라고 한다.

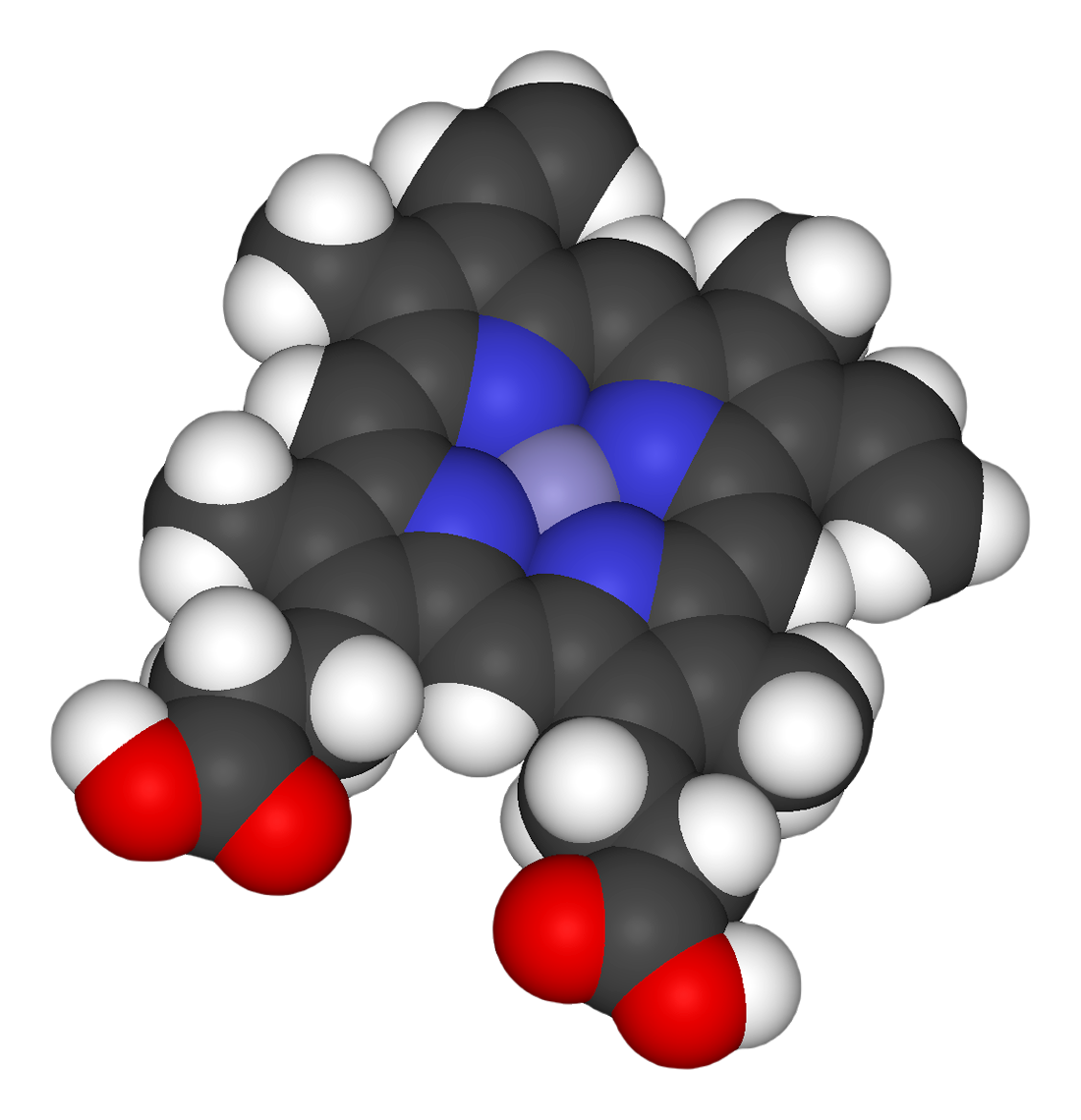
헴 B 보조 인자의 Fe-프로토포르피린 IX 소단위체의 공간채움 모형

다양한 생물학적 기능과 광범위한 풍부함으로 인해 헴단백질은 가장 많이 연구된 생체분자 중 하나이다. 헴단백질의 구조와 기능에 대한 데이터는 단백질 정보 은행(PDB)의 보조 데이터베이스인 헴단백질 데이터베이스(Heme Protein Database, HPD)에 등록되어 있다.

## 역할
헴단백질은 헤모글로빈, 헤모사이아닌, 미오글로빈, 뉴로글로빈, 사이토글로빈, 레그헤모글로빈 등의 헴단백질을 통해 수행되는 산소 운반을 포함한 다양한 생물학적 기능을 가지고 있다.
일부 헴단백질(사이토크롬 P450, 사이토크롬 c 산화효소, 리그니네이스, 카탈레이스, 과산화효소)은 효소이다. 이들은 보통 산화 또는 하이드록실화를 위해 O2를 활성화한다.
헴단백질은 또한 전자전달계의 일부를 형성하기 때문에 전자 전달을 가능하게 한다. 사이토크롬 a, 사이토크롬 b, 사이토크롬 c에는 이러한 전자 전달 기능이 있다. 현재 사이토크롬 a와 사이토크롬 a3가 하나의 단백질을 구성하는 것으로 알려져 있으며 사이토크롬 aa3라는 이름으로 간주된다. 감각계는 또한 산소 센서인 FixL, 일산화 탄소 센서인 CooA 및 가용성 구아닐릴 고리화효소를 포함한 일부 헴단백질에 의존한다.

## 헤모글로빈과 미오글로빈
헤모글로빈과 미오글로빈은 포유류와 일부 어류에서 각각 산소를 운반하고 저장하는 헴단백질의 일종이다. 헤모글로빈은 적혈구에서 생성되는 4차 단백질인 반면, 미오글로빈은 포유류의 근육 세포에서 발견되는 3차 단백질이다. 이들은 위치와 크기는 다를 수 있지만 기능은 비슷하다. 헴단백질이기 때문에 둘 다 헴 보결분자단을 포함한다.
근위 히스티딘으로도 알려진 미오글로빈의 His-F8은 철의 5번째 배위 위치에 공유 결합되어 있다. 산소는 공유 결합이 아닌 수소 결합을 통해 원위 His와 상호작용을 한다. 이는 철의 6번째 배위 위치에 결합하고, 미오글로빈의 His-E7은 철에 공유 결합된 산소와 결합한다. 헤모글로빈의 경우에도 마찬가지이다. 그러나 4개의 소단위체로 구성된 단백질인 헤모글로빈에는 총 4개의 헴 단위가 포함되어 있어 총 4개의 산소 분자가 단백질과 결합할 수 있다.
미오글로빈과 헤모글로빈은 보결분자단을 이용하여 산소와 결합하고 운반하는 역할을 하는 구상 단백질이다. 이들 글로빈은 척추동물과 일부 무척추동물의 생물학적 체액으로 운반될 수 있는 산소 분자(O2)의 농도를 극적으로 향상시킨다.
리간드 결합과 다른 자리 입체성 조절에서 차이가 발생한다.

### 미오글로빈
미오글로빈은 척추동물의 근육 세포에서 발견되며 수용성 구상 단백질이다. 근육 세포가 활동할 때 에너지 요구 사항으로 인해 호흡을 위해 많은 양의 산소가 빠르게 필요할 수 있다. 따라서 근육 세포는 미오글로빈을 사용하여 산소 확산을 가속화하고 격렬한 호흡을 하는 동안 국부적인 산소 저장소 역할을 한다. 미오글로빈은 또한 필요한 양의 산소를 저장하여 근육 세포의 미토콘드리아가 산소를 사용할 수 있도록 한다.

### 헤모글로빈
척추동물의 경우 헤모글로빈은 적혈구의 세포질에서 발견된다. 헤모글로빈은 고정되어 있는 미오글로빈과 대조하기 위해 산소 운반 단백질이라고도 한다.
척추동물에서 산소는 폐 조직에 의해 체내로 흡수되어 혈류의 적혈구로 전달되어 호기성 대사 경로에 사용된다. 그런 다음 산소는 신체의 모든 조직에 분배되고 적혈구에서 조직 세포로 전달된다. 그런 다음 산소는 신체의 모든 조직에 분배되고 적혈구에서 조직 세포로 전달된다. 따라서 헤모글로빈은 적절한 조직에서 산소 및 이산화 탄소와 결합하고 해리하여 세포 대사에 필요한 산소를 전달하고 결과로 생성되는 노폐물인 이산화 탄소를 제거하는 역할을 한다.

### 뉴로글로빈
뉴런에서 발견되는 뉴로글로빈은 산화 질소를 유도하여 뉴런 세포의 생존을 촉진하는 역할을 한다. 뉴로글로빈은 뉴런의 산소 공급을 증가시켜 ATP 생성을 유지하는 것으로 알려져 있지만 저장 단백질로도 기능한다.

### 과산화효소
글루타티온 과산화효소를 제외한 거의 모든 과산화효소는 헴단백질이다. 이들은 과산화 수소를 기질로 사용한다. 금속효소는 과산화물을 산화제로 사용하여 반응을 촉매한다.

### 카탈레이스
평균 분자량이 약 240,000 g/mol인 이 헴단백질을 과산화 수소를 물과 산소로 전환하는 반응을 촉매하는 것으로 알려져 있다. 이들은 4개의 소단위체로 구성되며 각 소단위체에는 Fe3+ 헴기가 있다.

### 사이토크롬 c 산화효소
사이토크롬 c 산화효소는 미토콘드리아 내막에 내장되어 있는 효소이다. 사이토크롬 c 산화효소의 주요 기능은 사이토크롬 c 단백질을 산화시키는 것이다. 사이토크롬 c 산화효소에는 여러 금속 활성 부위가 포함되어 있다.

## 설계된 헴단백질

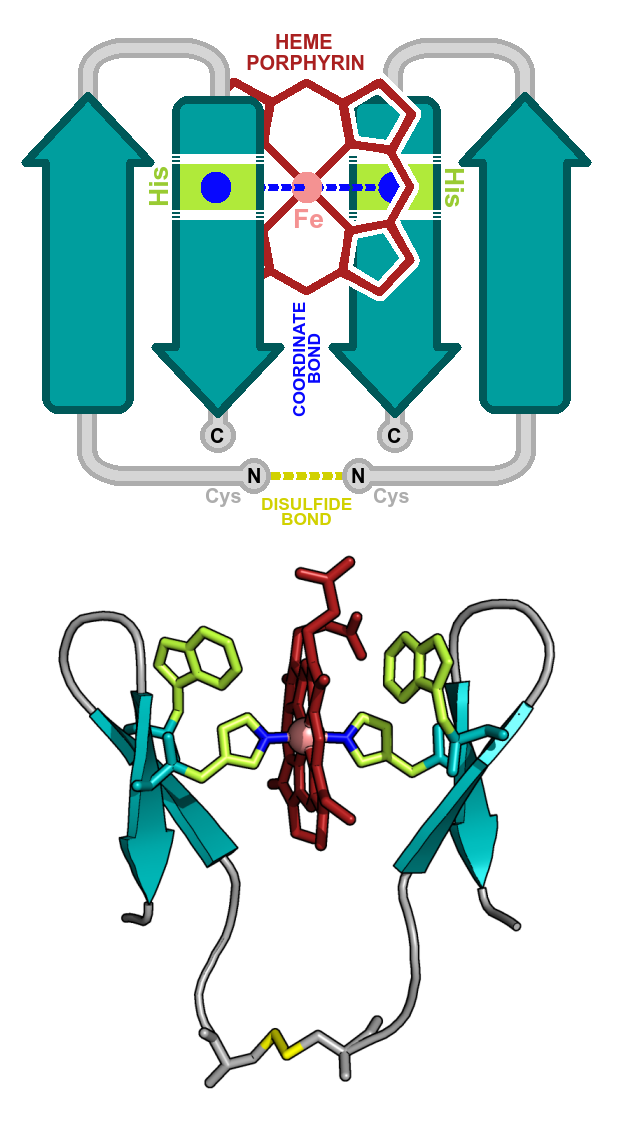
핀서-1: 올-베타 2차 구조를 채택한 설계된 헴 결합 펩타이드이다. 위: 2차 구조와 설계된 상호작용 잔기를 보여주는 핀서-1의 위산 표현. 아래: 핀서-1의 모든 원자의 3차원 모델. 이 모델은 핵자기 공명(NMR)을 사용하여 부분적으로 확인되었다.

헴 분자의 다양한 기능(전자 운반체, 산소 운반체, 효소 보조 인자)으로 인해 헴 결합 단백질은 지속적으로 단백질 설계자의 관심을 끌어 왔다. 초기 설계 시도는 부분적으로 자체 조립 나선형 다발을 설계하는 상대적 단순성으로 인해 α-나선형 헴 결합 단백질에 중점을 두었다. 헴 결합 부위는 나선형 소수성 홈 내부에 설계되었다. 이러한 디자인의 예는 다음과 같다.
- 헬리크롬[16][17]
- 글로빈-1[18]
- Cy-AA-EK[19]
- 펩타이드 IIa/IId[20]
- α2[21]
- 막관통 나선형 디자인[22][23][24]

이후의 디자인 시도는 다음과 같은 기능성 헴 결합 나선형 다발을 만드는 데 중점을 두었다.
- 산화환원효소[25][26]
- 과산화효소[27][28]
- 전자 전달 단백질[29]
- 산소 운반 단백질[30]
- 광민감성 단백질[25]

설계 기술은 이제 헴 결합 나선형 단백질의 전체 라이브러리를 생성하는 것이 가능할 정도로 성숙되었다.
최근 설계 시도는 자연에서 매우 희귀한 새로운 위상 배치를 갖는 올-베타 헴 결합 단백질을 만드는 데 중점을 두었다. 이러한 설계에는 다음이 포함된다.
- 핀서-1[15]
- β-헤어핀 펩타이드[32]
- β-시트 미니단백질[33]
- 다중 가닥 β-시트 펩타이드[34]

일부 방법론에서는 일반적으로 가혹한 조건을 견디는 헴단백질에 보조 인자를 통합하려고 시도한다. 합성 보조 인자를 통합하기 위해 먼저 일어나야 하는 일은 헴을 제거하기 위해 홀로단백질을 변성시키는 것이다. 그런 다음 아포단백질은 보조 인자와 함께 재건된다.

## 같이 보기
- 헴
- 금속단백질
- 철 결합 단백질